# لحام بالقصدير

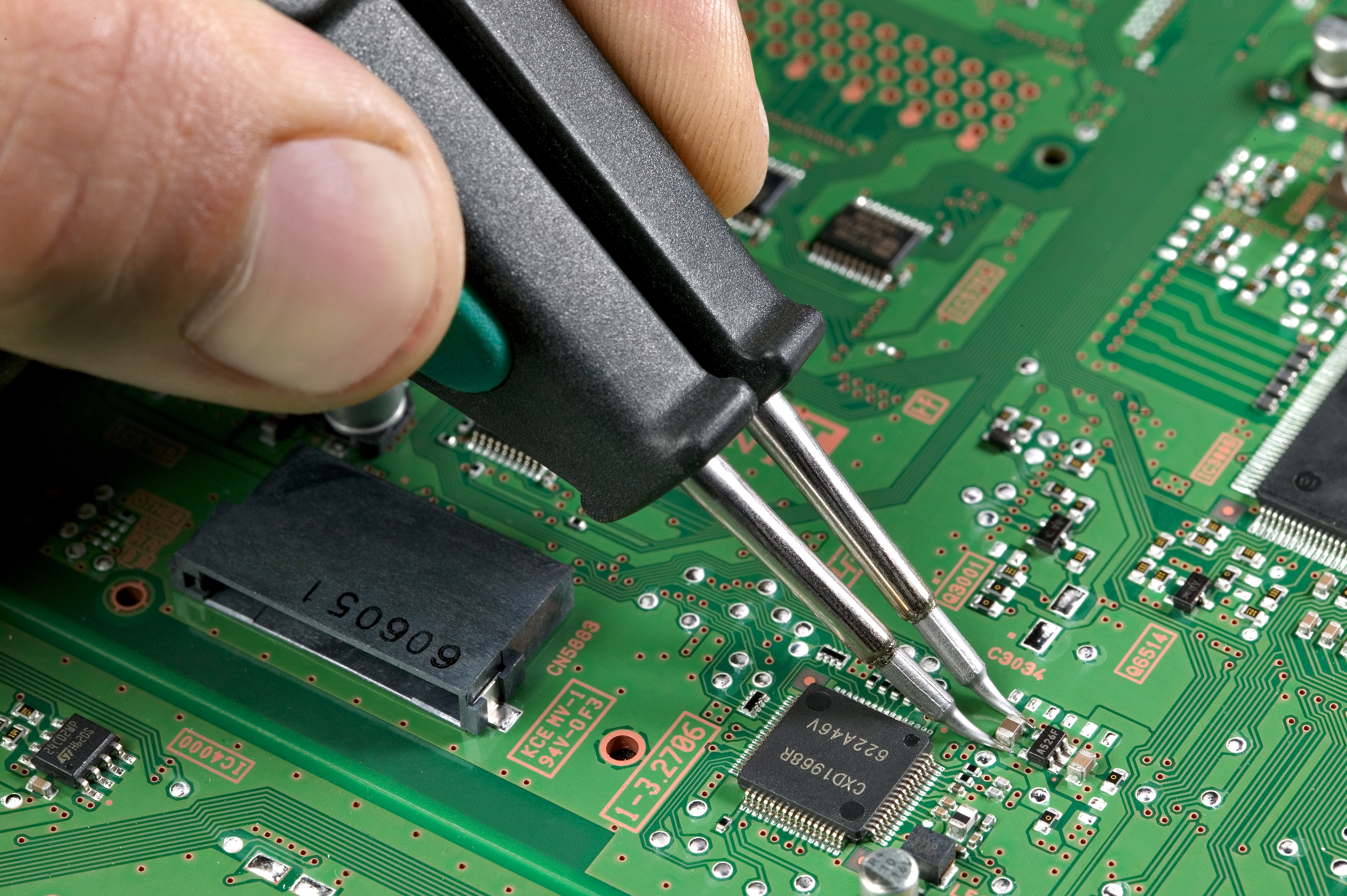
عملية اللحام بالقصدير

اللحام بالقصدير هو العملية التي تربط فيها العناصر المعدنية ببعضها وذلك عن طريق ذوبان وجريان معدن الملء داخل الوصلة، ولمعدن الملء أو الحشو نقطة انصهارمنخفضة نسبياً. يتصف اللحام بالقصدير اللين بنقطة انصهار لمعدن الحشو أقل من 400 درجة مئوية (752 درجة فهرنهايت). معدن الحشو المستخدم في عملية اللحام يسمى سبيكة لحام القصدير.
يتميز اللحام بالقصدير عن التنحيس باستخدام معدن حشو ذي درجة انصهار أقل، ويتميز عن اللحام بأن المعدن الأساسي الملحوم لا يذوب أثناء عملية اللحام. في عملية اللحام بالقصدير، تطبق الحرارة على الأجزاء المكونة للوصلة مسببة ذوبان معدن الحشو بحيث يسيل مالئا الوصلة نتيجة التأثير الشعري (capillary action) وبحيث يصل المواد المكونة للوصلة بتأثير التبلل. وبعدما يبرد المعدن لا تكون الوصلة الناتجة قوية بقوة المعدن الأصلي، ولكن يكون لها القوة والتوصيلية الكهربائية الكافيتين لاستخدامها في التطبيقات المختلفة.

## اقرأ أيضاً
- سبيكة لحام القصدير
- كاوية لحام
- سلك تماس